# 2019年洛拉萊攻擊事件
2019年洛拉萊攻擊事件，是指2019年1月29日，發生於巴基斯坦俾路支省洛拉萊縣縣治洛拉萊的恐怖攻擊事件。當地時間中午約12:30，數名槍手與自殺炸彈客襲擊了當地警方副警務總監（Deputy Inspector General）的辦公室，造成9人死亡與22人受傷，死者中有8人為警員，1人為平民。巴基斯坦塔利班運動宣稱犯案。
事發後，當地人權組織保護普什圖人運動在洛拉萊與奎達進行遊行與靜坐示威，警方鎮壓抗議行動時與該運動領導人之一的Arman Loni，後者在衝突中身亡，有報導指他是被警方毆打致死，引起該運動更大的抗議行動。